# Chikkayalkur, Madhugiri
Chikkayalkur là một làng thuộc tehsil Madhugiri, huyện Tumkur, bang Karnataka, Ấn Độ.